# Arroio dos Ratos
Pour les articles homonymes, voir Arroio.
Arroio dos Ratos est une ville brésilienne de la mésorégion métropolitaine de Porto Alegre, capitale de l'État du Rio Grande do Sul, faisant partie de la microrégion de São Jerônimo et située à 59 km à l'ouest de Porto Alegre. Elle se situe à une latitude de 30° 05′ 43″ sud et à une longitude de 51° 43′ 59″ ouest, à 69 m d'altitude. Sa population était estimée à 13 619 en 2007, pour une superficie de 426 km2. L'accès s'y fait par la BR-290.
Le nom Arroio dos Ratos vient du petit cours d'eau qui arrose le lieu, celui-ci possédant de nombreuses variétés de rongeurs assimilés génériquement par les habitants à des souris (arroio = "petit cours d'eau" et ratos = "souris").
L'histoire de la commune est liée à l'exploitation du charbon, après la découverte du minerai par l'ingénieur anglais James Johnson. En 1853 commença dans la région l'extraction par des mineurs anglais, initiant un cycle économique s'étendant sur plusieurs décennies et faisant de la commune, à partir de 1866, le principal pôle carbonifère du pays. Ce fut aussi la première mine de charbon ouverte dans l'Amérique latine. Sa production a longtemps alimenté en combustible l'Usine du gazomètre fournissant Porto Alegre en énergie.
Quand les mines furent épuisées, furent développés les secteurs primaire, secondaire et tertiaire. Aujourd'hui, l'économie de la municipalité est essentiellement tournée vers l'agriculture, tout particulièrement par la production de bois et de pastèques. Toutes les années a lieu à Arroio dos Ratos une fête autour de ce fruit.
Les mines ont attiré des Anglais, Allemands, Espagnols, Italiens, Autrichiens, Tchèques, Russes et Roumains, en plus des Portugais natifs, dont les descendants forment de nos jours la population d'Arroio dos Ratos.

## Villes voisines
- Charqueadas
- Eldorado do Sul
- Mariana Pimentel
- Barão do Triunfo
- São Jerônimo